# GigaDB
GigaDB (GigaScience DataBase) es un repositorio disciplinario fundado en 2011 con el objetivo de garantizar el acceso a largo plazo a conjuntos de datos multidimensionales masivos de estudios de ciencias de la vida y ciencias biomédicas. Los grupos de datos, que incluyen datos genómicos, transcriptómicos e imágenes, son curados por biocuradores GigaDB, empleados por el Instituto de Genómica de Pekín (BGI) y el China National GeneBank.[cita requerida]
En sus inicios, GigaDB se diseñó como el archivo de respaldo para los datos de investigación a gran escala enviados a la revista de datos GigaScience, cuyo objetivo es garantizar la reproducibilidad y reutilización de la investigación biológica y biomédica. Su alcance se ha ampliado para incluir objetos de investigación computacional, como datos sintéticos, software y flujos de trabajo.
Los conjuntos de datos alojados se definen como un grupo de archivos y metadatos que respaldan un artículo o estudio específico. A cada conjunto de datos publicado se le asigna un identificador de objeto digital, se indexan y se pueden detectar por medio del NCBI Datamed y el Clarivate Analytics DataCitation Index.[cita requerida] GigaDB también ha colaborado con Repositive para apoyar la detección de sus conjuntos de datos humanos.